# Schönstatt-Patres
Die Schönstatt-Patres (ISch) sind ein Säkularinstitut und als katholische Priestergemeinschaft Teil der Schönstattbewegung. Es wurde am 18. Juli 1965 als jüngste Gliederung der Schönstatt-Bewegung als Institut päpstlichen Rechts errichtet.

## Geschichte
Die Schönstattbewegung entstand zu Beginn des 20. Jahrhunderts im Pallottinerinternat in Schönstatt und bestand zunächst hauptsächlich aus Pallottiner-Studenten. Der Pallottiner-Orden und die Schönstattbewegung blieben knapp 50 Jahre lang eng miteinander verbunden und Pallottiner-Patres hatten geistliche Funktionen in der Schönstattbewegung inne.
Zwischen Schönstatt und den Pallottinern gab es allerdings auch immer wieder Spannungen, die schließlich 1964 zur rechtlichen Trennung des Schönstatt-Werkes von den Pallottinern führten. In der Folge wurde am 18. Juli 1965 das Säkularinstitut der Schönstatt-Patres errichtet.
Nachdem die Schönstätter Marienschwestern 1967 ihr Mutterhaus auf Berg Schönstatt verlegten, übernahmen die Patres das Haus Sonneck als Sitz des Generalats.
1992 zog das Generalat in das neu errichtete Vaterhaus auf Berg Sion.

## Gliederung
Gegliedert sind die Patres in Provinzen und Regionen mit Niederlassungen in insgesamt 19 Ländern: Argentinien, Australien, Brasilien, Burundi, Chile, Deutschland, Ecuador, England, Indien, Italien, Mexiko, Nigeria, Paraguay, Polen, Portugal, Schweiz, Spanien, Tschechien und in den Vereinigten Staaten von Amerika.
Die Generalleitung hat ihren Sitz im Vaterhaus auf Berg Sion in Schönstatt_(Vallendar), dem Gründungsort der Schönstatt-Bewegung. Der Generalobere (pater familias) wird durch das Generalkapitel für 12 Jahre gewählt. Seit 2015 ist Pater Juan Pablo Catoggio Generaloberer und wird von den vier Räten in der Generalleitung unterstützt.
Insgesamt gehören dem Institut weltweit 377 Patres und 82 Seminaristen an (Stand: 5. Oktober 2020).

## Aufgaben
Die Patres arbeiten zu einem großen Teil in seelsorgerischen und leitenden Funktionen in den verschiedenen Gliederungen der Schönstatt-Bewegung. Viele sind aber auch in den Diözesen in der Gemeindepastoral tätig oder mit anderen Aufgaben außerhalb der Schönstatt-Bewegung betraut.

## Generalsuperior
| Zeitraum  | Generaloberer                   |
| --------- | ------------------------------- |
| 1965–1968 | Wilhelm Wissing                 |
| 1968–1974 | Bodo-Maria Erhard               |
| 1974–1991 | Francisco Javier Errázuriz Ossa |
| 1991–2003 | Michael Johannes Marmann        |
| 2003–2015 | Heinrich Walter                 |
| 2015–2022 | Juan Pablo Catoggio             |
| seit 2022 | Alexandre Awi Mello             |